# MAN SL 172 HO
| MAN SL 172 HO     | MAN SL 172 HO         |
| ----------------- | --------------------- |
| Hersteller:       | MAN Nutzfahrzeuge     |
| Bauart:           | Oberleitungsbus       |
| Baujahre:         | 1986/1987             |
| Achsen:           | 3                     |
| Leistung:         | 163 kW                |
| Länge:            | 12.000 mm             |
| Breite:           | 2.500 mm              |
| Höhe:             | 3.550 mm              |
| Sitzplätze:       | 34                    |
| Stehplätze:       | 80                    |
| Gewicht:          | 21.000 kg             |
| Ähnliche Modelle: | Mercedes-Benz O 405 T |

Der MAN SL 172 HO, die vollständige Bezeichnung lautet MAN SL 172 HO M 12, ist ein Oberleitungsbus-Typ, der für die Stadtwerke Solingen entwickelt wurde. Vom 7. April 1986 bis zum 15. November 2009 waren MAN SL 172 HO in Solingen im Linienverkehr. Die Abkürzung SL steht für Standard-Linienbus, 172 für die Leistung in PS und HO für Heckmotor-Omnibus.

## Beschreibung
Der hier behandelte Fahrzeugtyp wurde gemeinsam von den Unternehmen MAN, ÖAF, Gräf & Stift und Kiepe Elektrik produziert und basiert konstruktiv auf dem VÖV-II Standardlinienbus des Typs MAN SL 202. Als Besonderheit war er jedoch dreiachsig und außerdem dreitürig ausgeführt. Ferner ist er mit einer Länge von 12.000 Millimetern um 475 Millimeter länger als der zweiachsige Dieselbus aus dieser Zeit. Es standen dabei 34 Sitz- und 80 Stehplätze zur Verfügung.
Die doppelte Hinterachse wurde dabei speziell im Hinblick auf die steigungsreichen Strecken in Solingen konzipiert, ähnlich der Vorgängerbaureihe Trolleybus Solingen. Die Wagen leisten 163 Kilowatt und sind für eine Höchstgeschwindigkeit von 65 km/h konzipiert. Als zusätzlichen Hilfsantrieb besitzt der MAN SL 172 HO einen 31 Kilowatt starken Volkswagen-Boxermotor des Typs 126.

## Geschichte
Die insgesamt 46 Wagen wurden in den Jahren 1985 bis 1987 gebaut, man reihte sie unter den Wagennummern 22 bis 67 in den Fuhrpark ein. Der im Dezember 1985 vorab gelieferte Prototyp 22 wurde dabei anfangs noch als Typ OL 203 bezeichnet. Die neuen Wagen lösten damals die letzten Vorgängerfahrzeuge des Typs TS ab und kamen zunächst auf allen Solinger O-Bus-Linien zum Einsatz. Die Nummerierung erfolgte im Anschluss an die kurz zuvor beschafften Gelenkwagen des Typs MAN SG 200 HO.
Wagen 42, der sich heute im Bestand des Obus-Museum Solingen e.V. befindet, diente dem Unternehmen Kiepe Elektrik über einige Jahre hinweg als Versuchsträger für alternative Antriebstechniken. Hierzu wurde er mit einem Drehstrommotor ausgerüstet und besaß zeitweilig einen Hilfsantrieb mittels Kondensatoren, „Super-Cap“ bzw. „Hyper-Cap“ genannt. Nach Übernahme durch das Obus-Museum Solingen e.V. erhielt er seinen ursprünglichen Gleichstrommotor wieder zurück.
Vom 28. Januar 1993 bis zum 24. Februar 1993 war Wagen 55 außerdem im regulären Liniendienst beim Oberleitungsbus Eberswalde der Barnimer Busgesellschaft.
Bereits 1997 wurden aufgrund der Reduzierung der Betriebsreserve sieben Wagen abgestellt und im Herbst gleichen Jahres an den Oberleitungsbus Sarajevo in Bosnien und Herzegowina abgegeben, dort stehen sie weiterhin im Einsatz. Hierbei handelte es sich um die Fahrzeuge mit den Nummern 22, 57, 60, 61, 62, 63 und 66.
In den Jahren 2001 und 2003 ersetzte man dann weitere 25 Exemplare durch modernere Gelenkfahrzeuge der Hersteller Berkhof beziehungsweise Van Hool. Unter ihnen auch Wagen 32, den man am 6. September 2006 in das Verkehrszentrum des Deutschen Museums nach München überführte, wo er seitdem – als einziger Vertreter des Verkehrsmittels Oberleitungsbus – ausgestellt wird. Die übrigen 24 Fahrzeuge gelangten wiederum nach Sarajevo. Sarajevo erhielt somit insgesamt 31 MAN SL 172 HO, die sich dort mit Ausnahme der ausgemusterten Wagen 28, 33, 61, 62 und 66 weiterhin im Einsatz befinden.
Letztes Einsatzgebiet in Solingen war die Linie 683. Auf dieser konnten bis Mitte November 2009 keine Gelenkwagen eingesetzt werden, weil die Drehscheibe Unterburg dafür nicht ausreichend bemessen war. Erst seitdem die Drehscheibe im Zuge der Verlängerung der Linie 683 planmäßig nicht mehr bedient wird, konnten die zuletzt 14 im Bestand geführten Wagen mit den Nummern 35, 36, 37, 40, 42, 44, 46, 48, 50, 51, 52, 55, 64 und 67 durch moderne Swisstrolley-Gelenkwagen mit verstärktem Hilfsantrieb ersetzt werden.  
Die nicht mehr benötigten Wagen sollten ursprünglich in die bulgarische Stadt Plowdiw verkauft werden, letztlich blieben sie aber in Solingen und standen auch 2015 noch abgemeldet auf dem Betriebshof. Ende November 2015 wurden dann 13 Wagen in die Ukraine abgegeben. Die Firma Litan aus Dnipropetrowsk (Ukraine) hat elf der Fahrzeuge generalüberholt, sie sind seit März 2016 in Mariupol im Einsatz. Wagen 42 ging in den Besitz des Obus-Museums Solingen e.V. über und wird, analog zum Gelenkwagen 5, zeitweilig an die Stadtwerke Solingen verliehen und als Reservewagen und für Einsätze in Spitzenzeiten vorgehalten. Dadurch werden außerdem Standschäden vermieden. 

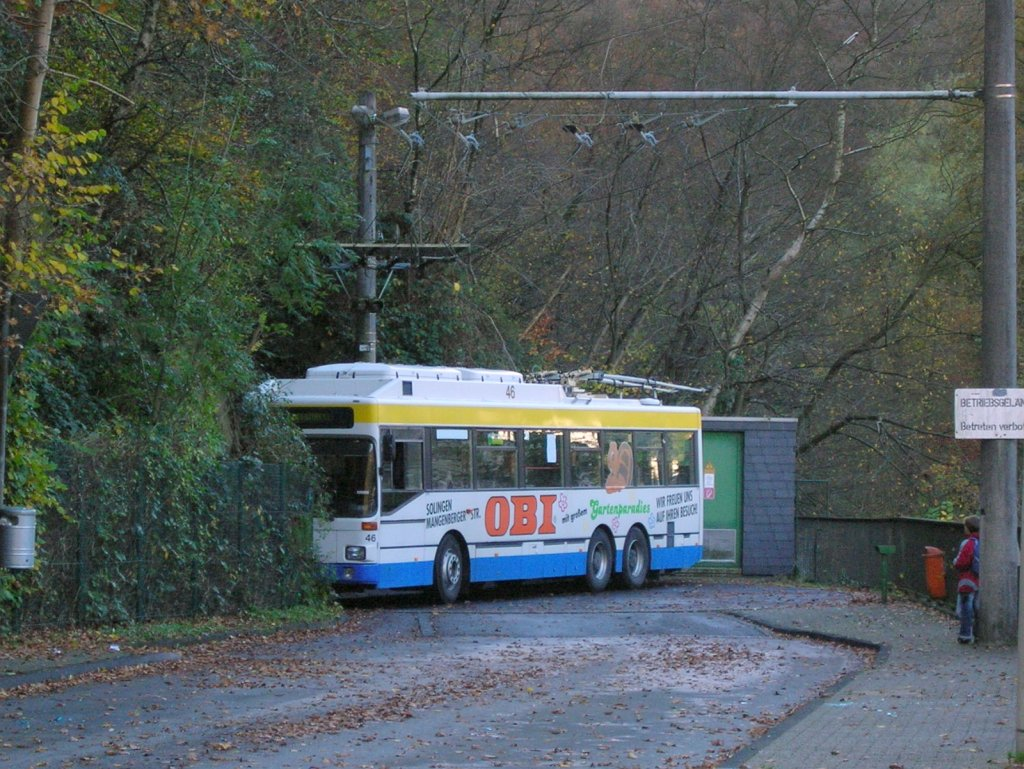
Wagen 46 in neuer Lackierung auf der Drehscheibe in Burg
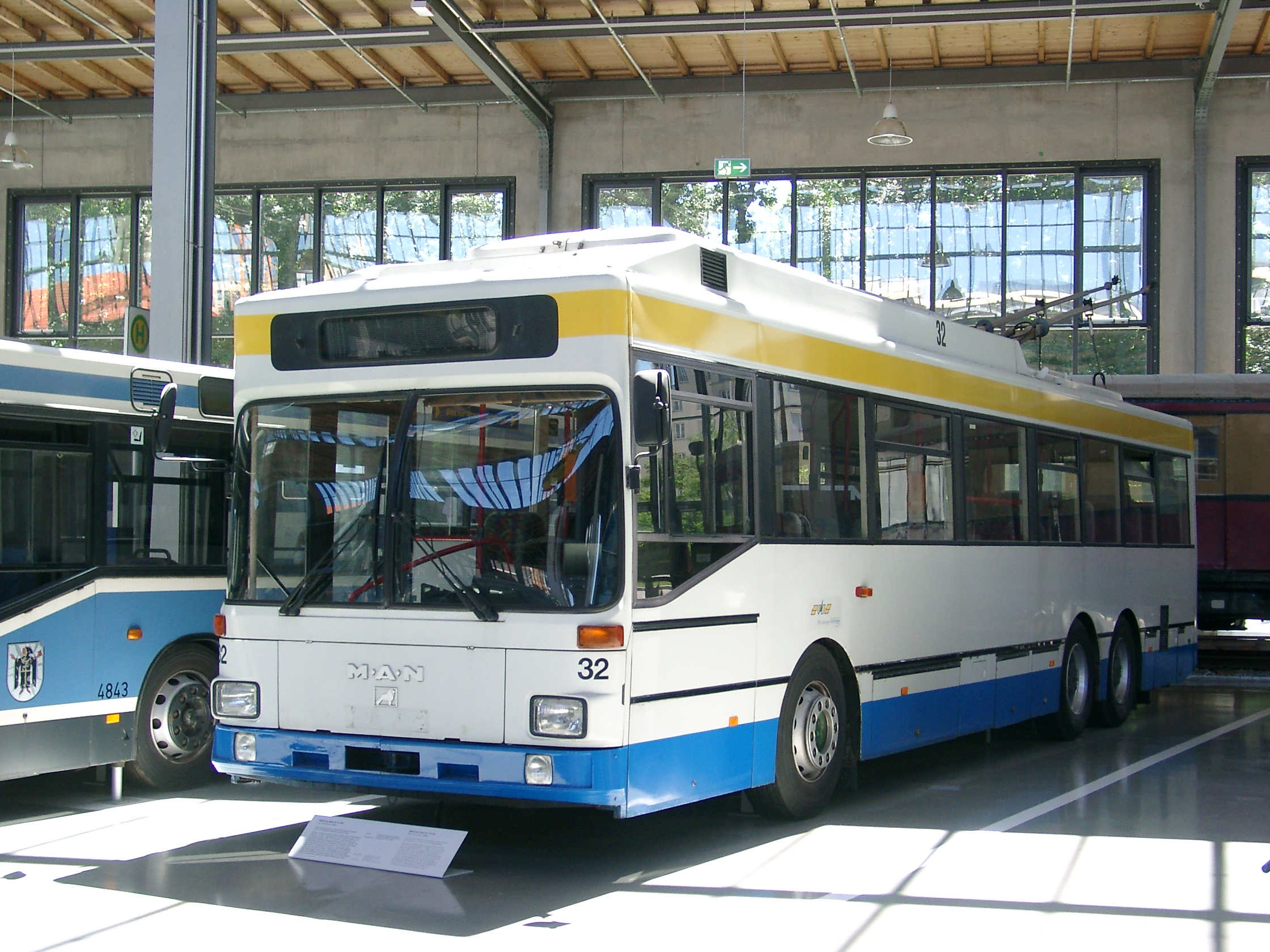
Wagen 32 im Verkehrszentrum des Deutschen Museums in München
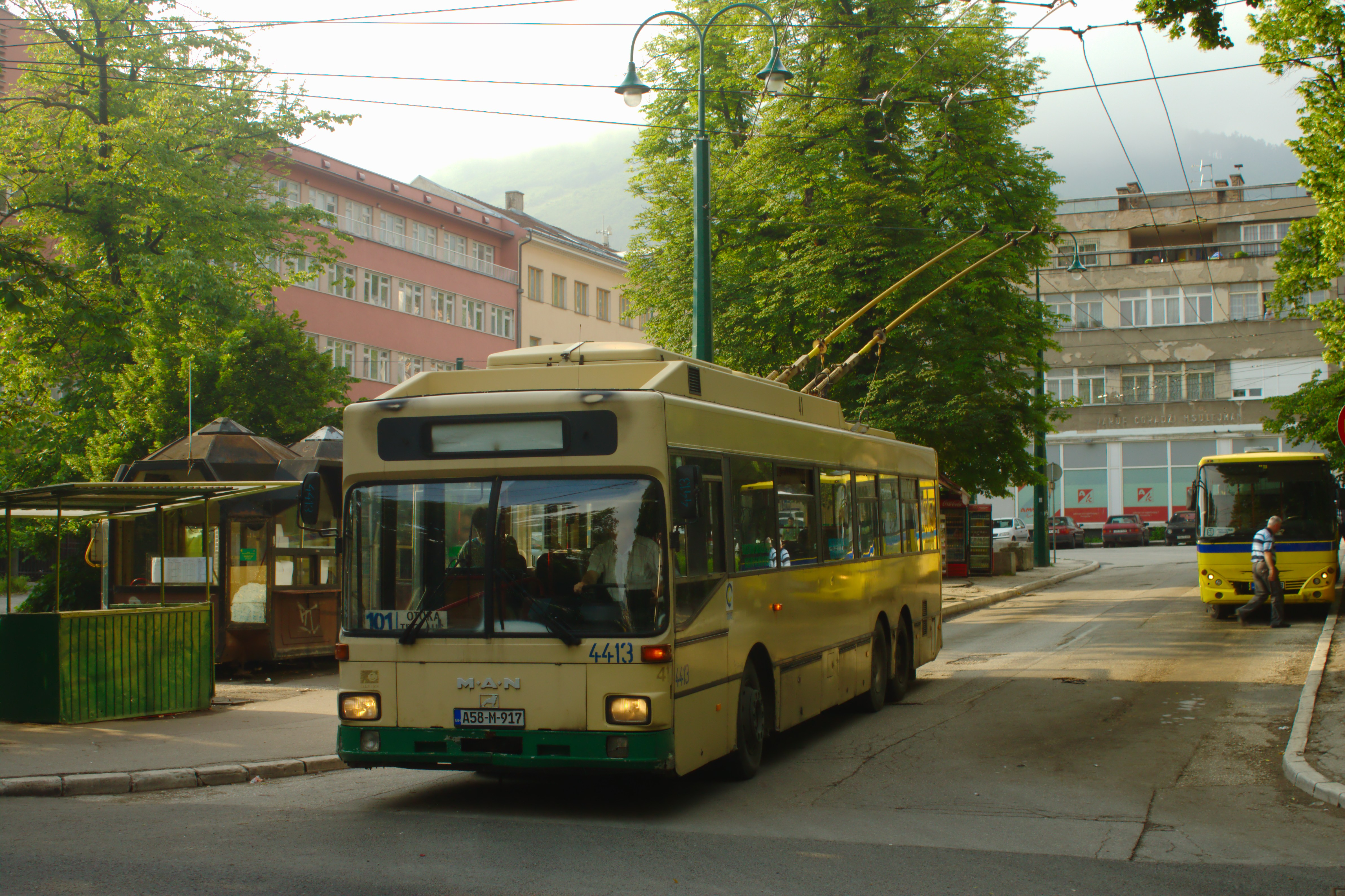
Wagen 41 mit neuer Nummer 4413 in Sarajevo